# Oliver L. Spaulding

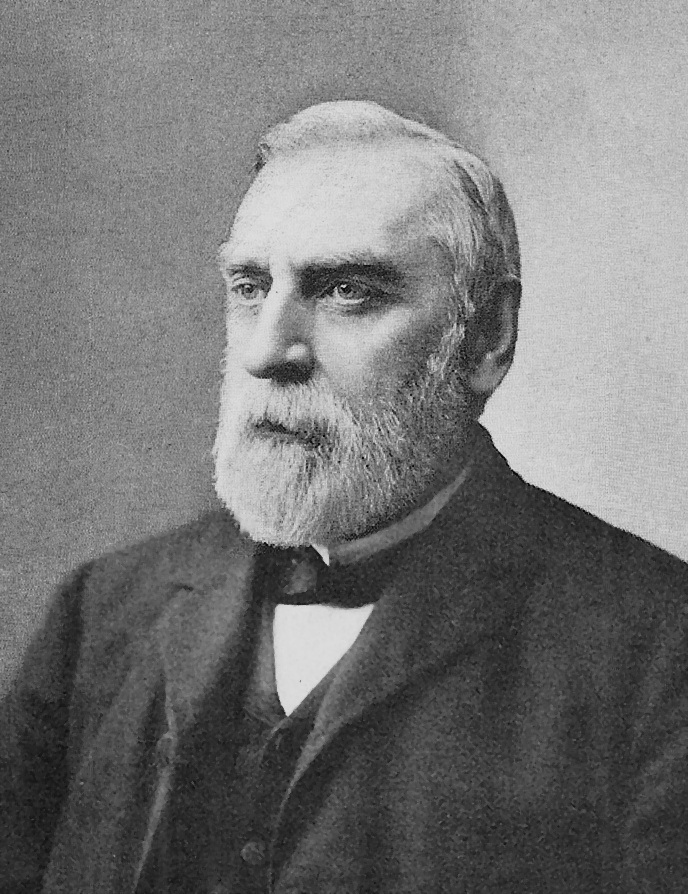
Oliver L. Spaulding

Oliver Lyman Spaulding (* 2. August 1833 in Jaffrey, New Hampshire; † 30. Juli 1922 in Washington, D.C.) war ein US-amerikanischer Politiker. Zwischen 1881 und 1883 vertrat er den Bundesstaat Michigan im US-Repräsentantenhaus.

## Werdegang
Oliver Spaulding besuchte die öffentlichen Schulen seiner Heimat und dann bis 1855 das Oberlin College in Ohio. Danach zog er nach Michigan, wo er als Lehrer tätig war. Nach einem anschließenden Jurastudium und seiner im Jahr 1858 erfolgten Zulassung als Rechtsanwalt begann er in St. Johns seinem neuen Beruf zu arbeiten. Zwischen 1858 und 1864 war er Vorstandsmitglied (Regent) der University of Michigan in Ann Arbor. Während des Bürgerkrieges stieg er im Heer der Union bis zum Oberst und dann zum Brevet-Brigadegeneral auf. Nach dem Krieg arbeitete Spaulding wieder als Anwalt. Gleichzeitig begann er als Mitglied der Republikanischen Partei eine politische Laufbahn.
Zwischen 1866 und 1870 war Spaulding als Secretary of State der geschäftsführende Beamte der Regierung von Michigan. Von 1871 bis 1878 gehörte er dem republikanischen Staatsvorstand an. Von 1875 bis 1881 arbeitete er als Special Agent für das US-Finanzministerium. Bei den Kongresswahlen des Jahres 1880 wurde Spaulding im sechsten Wahlbezirk von Michigan in das US-Repräsentantenhaus in Washington, D.C. gewählt, wo er am 4. März 1881 die Nachfolge von Mark S. Brewer antrat. Da er bei den Wahlen des Jahres 1882 dem Demokraten Edwin B. Winans unterlag, konnte er bis zum 3. März 1883 nur eine Legislaturperiode im Kongress absolvieren.
Im Jahr 1883 wurde Spaulding Vorsitzender einer Kommission, die auf den Sandwich Islands ausgebrochene Unruhen untersuchen sollte. Von 1885 bis 1890 arbeitete er zeitweise wieder für das Bundesfinanzministerium. Danach war er bis 1893 sowie nochmals von 1897 bis 1903 stellvertretender Finanzminister. Im Januar 1903 leitete er in New York City eine internationale Konferenz, die sich mit Zollfragen befasste. Bis 1909 arbeitete er wieder als Special Agent für die Finanzbehörde; danach war er bis 1916 für die Zollbehörde tätig. Anschließend zog sich Oliver Spaulding in den Ruhestand zurück. Er starb am 30. Juli 1922 in der Bundeshauptstadt Washington und wurde auf dem Nationalfriedhof Arlington in Virginia beigesetzt.